# Lista de vencedores do Eisner Award
Esta é uma lista de vencedores do Eisner Award.

## Edições
| Edição | Data da cerimônia   | Referente ao ano |
| ------ | ------------------- | ---------------- |
| 1ª     |                     | 1987             |
| 2ª     |                     | 1988             |
| 3ª     |                     | 1990             |
| 4ª     |                     | 1991             |
| 5ª     |                     | 1992             |
| 6ª     |                     | 1993             |
| 7ª     |                     | 1994             |
| 8ª     |                     | 1995             |
| 9ª     |                     | 1996             |
| 10ª    |                     | 1997             |
| 11ª    |                     | 1998             |
| 12ª    |                     | 1999             |
| 13ª    |                     | 2000             |
| 14ª    | 2 de agosto de 2002 | 2001             |
| 15ª    | 18 de julho de 2003 | 2002             |
| 16ª    | 23 de julho de 2004 | 2003             |
| 17ª    | 18 de julho de 2005 | 2004             |
| 18ª    | 21 de julho de 2006 | 2005             |
| 19ª    |                     | 2006             |
| 20ª    | 25 de julho de 2009 | 2007             |
| 21ª    | 24 de julho de 2009 | 2008             |
| 22ª    | 23 de julho de 2010 | 2009             |
| 23ª    | 22 de julho de 2011 | 2010             |

## Pessoas

### Roteirista
- 1988 Alan Moore, Watchmen (DC)
- 1989 Alan Moore, Batman: The Killing Joke (DC)
- 1991 Neil Gaiman, Sandman (DC)
- 1992 Neil Gaiman, Sandman (DC); The Books of Magic (DC); Miracleman (Eclipse)
- 1993 Neil Gaiman, Miracleman (Eclipse); Sandman (DC)
- 1994 Neil Gaiman, Sandman (DC)
- 1995 Alan Moore, From Hell (Kitchen Sink)
- 1996 Alan Moore, From Hell (Kitchen Sink)
- 1997 Alan Moore, From Hell (Kitchen Sink); Supreme (Maximum Press)
- 1998 Garth Ennis, Hitman (DC); Preacher; The Unknown Soldier (DC/Vertigo); Blood Mary: Lady Liberty (DC/Helix)
- 1999 Kurt Busiek, Kurt Busiek's Astro City (Homage/WildStorm/Image); Avengers (Marvel)
- 2000 Alan Moore, The League of Extraordinary Gentlemen, Promethea, Tom Strong, Tomorrow Stories, Top 10 (ABC)
- 2001 Alan Moore, The League of Extraordinary Gentlemen, Promethea, Tom Strong, Tomorrow Stories, Top 10 (ABC)
- 2002 Brian Michael Bendis, Powers (Image); Alias, Daredevil, Ultimate Spider-Man (Marvel)
- 2003 Brian Michael Bendis, Powers (Image); Alias, Daredevil, Ultimate Spider-Man (Marvel)
- 2004 Alan Moore, The League of Extraordinary Gentlemen, Promethea, Smax, Tom Strong, Tom Strong's Terrific Tales (ABC)
- 2005 Brian K. Vaughan, Y: The Last Man (Vertigo/DC); Ex Machina (WildStorm/DC); Runaways, Ultimate X-Men (Marvel)
- 2006 Alan Moore, Promethea, Top 10: The Forty-Niners (ABC)
- 2007 Ed Brubaker, Captain America, Daredevil (Marvel); Criminal (Marvel Icon)
- 2008 Ed Brubaker, Captain America, Criminal, Daredevil and Immortal Iron Fist (Marvel)
- 2009 Bill Willingham, Fables, House of Mystery (Vertigo/DC)
- 2010 Ed Brubaker, Captain America, Daredevil, Marvels Project (Marvel) Criminal, Incognito (Marvel Icon)
- 2011 Joe Hill, for Locke & Key
- 2012 Mark Waid, Irredeemable, Incorruptible (BOOM!); Daredevil (Marvel)
- 2013 Brian K. Vaughan, Saga (Image)
- 2014 Brian K. Vaughan, Saga (Image)
- 2015 Gene Luen Yang, Avatar: The Last Airbender (Dark Horse), The Shadow Hero (First Second)
- 2016 Jason Aaron, Southern Bastards (Image), Men of Wrath (Marvel Icon), Thor, Doctor Strange, Star Wars (Marvel)
- 2017 Brian K. Vaughan, Paper Girls, Saga, We Stand On Guard (Image)
- 2018 Tom King| Marjorie Liu (empate): Batman (DC); Batman Annual #2;(DC) Batman/Elmer Fudd Special #1; (DC) Mister Miracle(DC) | Monstress (Image)
- 2019 Tom King: Batman (DC), Mister Miracle (DC), Heroes in Crisis (DC), Swamp Thing Winter Special (DC)
- 2020 Mariko Tamaki: Harley Quinn: Breaking Glass; (DC) Laura Dean Keeps Breaking Up with Me (First Second/Macmillan)
- 2021 James Tynion IV: Something Is Killing the Children (Boom!); Wynd (Boom!); Batman (DC); The Department of Truth (Image); Razorblades (Tiny Onion)
- 2022 James Tynion: IV House of Slaughter (Boom!); Something Is Killing the Children (Boom!); Wynd (Boom!); The Nice House on the Lake (DC); The Joker (DC); Batman (DC); DC Pride 2021 (DC); The Department of Truth (Image); Blue Book (Image); Razorblades (Tiny Onion);
- 2023 James Tynion: IV House of Slaughter (Boom!) ; Something Is Killing the Children (Boom!); Wynd (Boom!); The Nice House on the Lake (DC0; The Sandman Universe: Nightmare Country (DC; The Closet (Image); The Department of Truth (Image)

- 2024 Mariko Tamaki: Roaming (Drawn & Quarterly)

### Roteirista/artista
- 1988 Alan Moore and Dave Gibbons, Watchmen (DC)
- 1989 Paul Chadwick, Concrete (Dark Horse)
- 1991 Frank Miller and Geof Darrow
- 1992 Peter David and Dale Keown, The Incredible Hulk (Marvel)
- 1993 Frank Miller, Sin City, Dark Horse Presents (Dark Horse) - Best Writer/Artist
- 1993 Mike Baron and Steve Rude, Nexus: The Origin (Dark Horse) - Best Writer/Artist Team
- 1994 Jeff Smith, Bone (Cartoon Books)
- 1995 Mike Mignola, Hellboy: Seed of Destruction (Dark Horse/Legend)
- 1996 David Lapham, Stray Bullets (El Capitan)
- 2009 Chris Ware, Acme Novelty Library (Acme)
- 2010 David Mazzucchelli, Asterios Polyp (Pantheon)
- 2011 Darwyn Cooke, Richard Stark's Parker: The Outfit
- 2012 Craig Thompson, Habibi (Pantheon)
- 2013 Chris Ware, Building Stories (Pantheon)
- 2014 Jaime Hernandez, Love and Rockets New Stories #6 (Fantagraphics)
- 2015 Raina Telgemeier, Sisters (Graphix/Scholastic)
- 2016 Bill Griffith, Invisible Ink: My Mother's Secret Love Affair with a Famous Cartoonist (Fantagraphics)
- 2017 Sonny Liew, The Art of Charlie Chan Hock Chye (Pantheon)
- 2018 Emil Ferris, My Favorite Thing is Monsters (Fantagraphics)
- 2019 Jen Wang, The Prince and the Dressmaker (First Second)
- 2020 Raina Telgemeier, Guts (Scholastic Graphix)
- 2021 Junji Ito, Remina, Venus in the Blind Spot (VIZ Media)
- 2022 Barry Windsor-Smith, Monsters (Fantagraphics)
- 2023 Kate Beaton, Ducks: Two Years in the Oil Sands (Drawn & Quarterly)
- 2024 Daniel Warren Johnson, Transformers (Image Skybound)

### Roteirista/Artista de Drama
- 1997 Mike Mignola, Hellboy: Wake the Devil (Dark Horse/Legend) - Best Writer/Artist: Drama
- 1998 Mike Mignola, Hellboy: Almost Colossus; Hellboy Christmas Special; Hellboy Junior Halloween Special (Dark Horse) - Best Writer/Artist: Drama
- 1999 Frank Miller, 300 (Dark Horse)
- 2000 Daniel Clowes, Eightball (Fantagraphics)
- 2001 Eric Shanower, Age of Bronze (Image)
- 2002 Daniel Clowes, Eightball (Fantagraphics)
- 2003 Eric Shanower, Age of Bronze (Image)
- 2004 Craig Thompson, Blankets (Top Shelf)
- 2005 Paul Chadwick, Concrete: The Human Dilemma (Dark Horse)
- 2006 Geof Darrow, Shaolin Cowboy (Burlyman)
- 2007 Paul Pope, Batman: Year 100 (DC)
- 2008 Chris Ware, Acme Novelty Library #18 (Acme Novelty)

### Escritor/Artista de Humor
- 1995 Jeff Smith, Bone (Cartoon Books)
- 1996 Sergio Aragonés, Groo (Image)
- 1997 Don Rosa, Walt Disney's Comics & Stories; Uncle Scrooge (Egmont)
- 1998 Jeff Smith, Bone (Cartoon Books)
- 1999 Kyle Baker, You Are Here (DC/Vertigo)
- 2000 Kyle Baker, I Die at Midnight (DC/Vertigo); "Letitia Lerner, Superman's Babysitter" in Elseworlds 80-Page Giant (DC)
- 2001 Tony Millionaire, Maakies (Fantagraphics), Sock Monkey (Dark Horse/Maverick)
- 2002 Evan Dorkin, Dork! (Slave Labor)
- 2003 Tony Millionaire, House at Maakies Corner (Fantagraphics)
- 2004 Kyle Baker, Plastic Man (DC); The New Baker (Kyle Baker Publishing)
- 2005 Kyle Baker, Plastic Man (DC); Kyle Baker, Cartoonist (Kyle Baker Publishing)
- 2006 Kyle Baker, Plastic Man (DC); The Bakers (Kyle Baker Publishing)
- 2007 Tony Millionaire, Billy Hazelnuts (Fantagraphics); Sock Monkey: The Inches Incident (Dark Horse)
- 2008 Eric Powell, The Goon (Dark Horse)

### Escritor/Artista de Não-ficção
- 2010 Joe Sacco, Footnotes in Gaza (Metropolitan/Holt)

### Melhor Pintor/Artista Multimédia (Arte Interior)
- 1993 Dave Dorman, Aliens: Tribes (Dark Horse)
- 1994 Alex Ross, Marvels (Marvel)
- 1995 Jon J. Muth, Mystery Play (DC/Vertigo)
- 1996 John Bolton, Batman: Man-Bat (DC)
- 1997 Alex Ross, Kingdom Come (DC)
- 1998 Alex Ross, Uncle Sam (DC/Vertigo)
- 1999 Alex Ross, Superman: Peace on Earth (DC)
- 2000 Alex Ross, Batman: War on Crime (DC)
- 2001 Jill Thompson, Scary Godmother (Sirius)
- 2002 Charles Vess, Rose (Cartoon Books)
- 2003 George Pratt, Wolverine: Netsuke (Marvel)
- 2004 Jill Thompson, "Stray", in The Dark Horse Book of Hauntings (Dark Horse)
- 2005 Teddy Kristiansen, It's a Bird... (Vertigo/DC)
- 2006 José Ladrönn, Hip Flask: Mystery City (Active Images)
- 2007 Jill Thompson, "A Dog and His Boy" in The Dark Horse Book of Monsters; "Love Triangle" in Sexy Chix (Dark Horse); "Fair Division", in Fables: 1001 Nights of Snowfall (Vertigo/DC)
- 2008 Eric Powell, The Goon: Chinatown (Dark Horse)
- 2009 Jill Thompson, Magic Trixie, Magic Trixie Sleeps Over (HarperCollins Children's Books)
- 2010 Jill Thompson, Beasts of Burden (Dark Horse); Magic Trixie and the Dragon (HarperCollins Children's Books)
- 2011 Juanjo Guarnido, Blacksad
- 2013 Juanjo Guarnido, Blacksad (Dark Horse)
- 2014 Fiona Staples, Saga (Image)
- 2015 J.H. Williams III, The Sandman: Overture (Vertigo/DC)
- 2016 Dustin Nguyen, Descender (Image)
- 2017 Jill Thompson, Wonder Woman: The True Amazon (DC); Beasts of Burden: What the Cat Dragged In (Dark Horse)
- 2018 Sana Takeda, Monstress (Image)
- 2019 Dustin Nguyen, Descender (Image)
- 2020 Christian Ward, Invisible Kingdom (Berger Books/Dark Horse)
- 2021 Anand RK/John Pearson, Blue in Green (Image)
- 2022 Sana Takeda, Monstress (Image)
- 2023 Sana Takeda, The Night Eaters: She Eats the Night (Abrams ComicArts); Monstress (Image)
- 2024 Sana Takeda, The Night Eaters: Her Little Reapers (Abrams ComicArts); Monstress (Image)

### Melhor Artista/Desenhista/Arte-finalista ou Equipe de Desenhista/Arte-finalista
- 1988 Steve Rude, Nexus (First)
- 1989 Brian Bolland, Batman: The Killing Joke (DC)
- 1991 Steve Rude - Best Artist
- 1991 Al Williamson - Best Inker
- 1992 Simon Bisley, Batman: Judgement on Gotham (DC) - Best Artist
- 1992 Adam Kubert, Batman versus Predator (DC and Dark Horse) - Best Inker
- 1993 Steve Rude, Nexus: The Origin (Dark Horse) - Best Penciller
- 1993 Kevin Nowlan, Batman: Sword of Azrael (DC) - Best Inker
- 1993 Frank Miller, Sin City, Dark Horse Presents (Dark Horse) - Best Penciller/Inker, Black & White Publication
- 1993 P. Craig Russell, Fairy Tales of Oscar Wilde (NBM); Robin 3000; Legends of the Dark Knight: Hothouse (DC) - Best Penciller/Inker, Color Publication
- 1994 P. Craig Russell, The Sandman #50 (DC)
- 1995 Dave Gibbons, Martha Washington goes to War (Dark Horse)
- 1996 Geof Darrow, The Big Guy and Rusty the Boy Robot (Dark Horse/Legend)
- 1997 Steve Rude, Nexus: Executioner's Song (Dark Horse) - Best Penciller
- 1997 Al Williamson, Spider-Man, Untold Tales of Spider-Man #17-18 (Marvel) - Best Inker
- 1997 Charles Vess, Book of Ballads and Sagas (Green Man Press); Sandman #75 (DC/Vertigo) - Best Penciller/Inker or Penciller/Inker Team
- 1998 P. Craig Russell, Elric: Stormbringer (Dark Horse/Topps); Dr. Strange: What Is It That Disturbs You, Stephen? (Marvel)
- 1999 Tim Sale, Superman for All Seasons (DC); Grendel Black, White, and Red #1 (Dark Horse)
- 2000 Kevin Nowlan, "Jack B. Quick", Tomorrow Stories (ABC)
- 2001 P. Craig Russell, Ring of the Nibelung (Dark Horse/Maverick)
- 2002 Eduardo Risso, 100 Bullets (DC/Vertigo)
- 2003 Kevin O'Neill, The League of Extraordinary Gentlemen (ABC)
- 2004 John Cassaday, Planetary, Planetary/Batman: Night on Earth (WildStorm/DC); Hellboy Weird Tales (Dark Horse)
- 2005 (empate)
  - John Cassaday, Astonishing X-Men (Marvel); Planetary (WildStorm/DC); I Am Legion: The Dancing Faun (Humanoids/DC)
  - Frank Quitely, We3 (Vertigo/DC)
- 2006 John Cassaday, Astonishing X-Men (Marvel); Planetary (WildStorm/DC)
- 2007 Mark Buckingham/Steve Leialoha, Fables (Vertigo/DC)
- 2008 Pia Guerra/Jose Marzan, Jr., Y: The Last Man (Vertigo/DC)
- 2009 Guy Davis, BPRD (Dark Horse)
- 2010 J. H. Williams III, Detective Comics (DC)
- 2011 Skottie Young for The Marvelous Land of Oz
- 2012 Ramón K. Pérez, Jim Henson's Tale of Sand (Archaia)
- 2013 (empate)
  - David Aja, Hawkeye (Marvel)
  - Chris Samnee, Daredevil (Marvel); Rocketeer: Cargo of Doom (IDW)
- 2014 Sean Murphy, The Wake (DC/Vertigo)
- 2015 Fiona Staples, Saga (Image)
- 2016 Cliff Chiang, Paper Girls (Image)
- 2017 Fiona Staples, Saga (Image)
- 2018 Mitch Gerads, Mister Miracle (DC)
- 2019 Mitch Gerads, Mister Miracle (DC)
- 2020 Rosemary Valero-O'Connell, Laura Dean Keeps Breaking Up with Me (First Second/Macmillan)
- 2021 Michael Allred, Bowie: Stardust, Rayguns & Moonage Daydreams (Insight Editions)
- 2022 Phil Jimenez, Wonder Woman Historia: The Amazons (DC)
- 2023 Greg Smallwood, The Human Target (DC)
- 2024 Jillian Tamaki, Roaming (Drawn & Quarterly)

### Equipe artística
- 1988 Steve Rude, Willie Blyberg and Ken Steacy, Space Ghost Special (Comico)
- 1989 Alan Davis and Paul Neary, Excalibur (Marvel)

### Melhor colorista
- 1992 Steve Oliff, Legends of the Dark Knight (DC), 2112 (Dark Horse), e Akira (Marvel)
- 1993 Steve Oliff/Olyoptics, Legends of the Dark Knight #28-#30, Martian Manhunter: American Secrets (DC); James Bond 007: Serpent's Tooth (Dark Horse); Spawn (Image)
- 1994 Steve Oliff and Rueben Rude/Olyoptics, Spawn (Image)
- 1995 Angus McKie, Martha Washington goes to War (Dark Horse)
- 1996 Chris Ware, The Acme Novelty Library (Fantagraphics)
- 1997 Matt Hollingsworth, Preacher; Death: The Time of Your Life (DC/Vertigo); Bloody Mary (DC/Helix); Challengers of the Unknown (DC)
- 1998 Chris Ware, The Acme Novelty Library (Fantagraphics)
- 1999 Lynn Varley, 300 (Dark Horse)
- 2000 Laura DePuy, The Authority; Planetary (DC/Wildstorm)
- 2001 Chris Ware, Acme Novelty Library #14 (Fantagraphics)
- 2002 Laura DePuy, Ruse (CrossGen), Ministry of Space (Image)
- 2003 Dave Stewart, Hellboy: The Third Wish, The Amazing Screw-On Head, Star Wars: Empire (Dark Horse); Human Target: Final Cut, Doom Patrol (DC/Vertigo); Tom Strong (ABC); Captain America (Marvel)
- 2004 Patricia Mulvihill, Batman, Wonder Woman (DC), 100 Bullets (Vertigo/DC)
- 2005 Dave Stewart, Daredevil, Ultimate X-Men, Ultimate Six, Captain America (Marvel); Conan, BPRD (Dark Horse); DC: The New Frontier (DC)
- 2006 Chris Ware, The Acme Novelty Library #16 (Acme Novelty)
- 2007 Dave Stewart, BPRD, Conan, The Escapists, Hellboy (Dark Horse); Action Comics, Batman/The Spirit, Superman (DC)
- 2008 Dave Stewart, BPRD, Buffy the Vampire Slayer, Cut, Hellboy, Lobster Johnson, The Umbrella Academy (Dark Horse); The Spirit (DC)
- 2009 Dave Stewart, Abe Sapien: The Drowning, BPRD, The Goon, Hellboy, Solomon Kane, The Umbrella Academy (Dark Horse); Body Bags (Image); Captain America: White (Marvel)
- 2010 Dave Stewart, Abe Sapien, BPRD, The Goon, Hellboy, Solomon Kane, The Umbrella Academy, Zero Killer (Dark Horse); Detective Comics (DC); Luna Park (Vertigo)
- 2011 Dave Stewart
- 2012 Laura Allred, iZombie (Vertigo/DC); Madman All-New Giant-Size Super-Ginchy Special (Image)
- 2013 Dave Stewart, Batwoman (DC); Fatale (Image); BPRD, Conan the Barbarian, Hellboy in Hell, Lobster Johnson, The Massive (Dark Horse)
- 2014 Jordie Bellaire, The Manhattan Projects, Nowhere Men, Pretty Deadly, Zero (Image); The Massive (Dark Horse); Tom Strong (DC); X-Files Season 10 (IDW); Captain Marvel, Journey into Mystery (Marvel); Numbercruncher (Titan); Quantum and Woody (Valiant)
- 2015 Dave Stewart, Hellboy in Hell, BPRD, Abe Sapien, Baltimore, Lobster Johnson, Witchfinder, Shaolin Cowboy, Aliens: Fire and Stone, Dark Horse Presents (Dark Horse)
- 2016 Jordie Bellaire, The Autumnlands, Injection, Plutona, Pretty Deadly, The Surface, They're Not Like Us, Zero (Image), The X-Files (IDW), The Massive (Dark Horse), Magneto, Vision (Marvel)
- 2016 Jordie Bellaire, The Autumnlands, Injection, Plutona, Pretty Deadly, The Surface, They're Not Like Us, Zero (Image), The X-Files (IDW), The Massive (Dark Horse), Magneto, Vision (Marvel)
- 2017 Matt Wilson, Cry Havoc, Paper Girls, The Wicked + The Divine (Image); Black Widow, The Mighty Thor, Star-Lord (Marvel)
- 2018 Emil Ferris, My Favorite Thing Is Monsters (Fantagraphics)
- 2019 Matt Wilson, Black Cloud, Paper Girls, The Wicked + The Divine (Image); The Mighty Thor, Runaways (Marvel)
- 2020 Dave Stewart, Black Hammer, B.P.R.D.: The Devil You Know, Hellboy and the BPRD (Dark Horse); Gideon Falls (Image); Silver Surfer Black, Spider-Man (Marvel)
- 2021 Laura Allred, X-Ray Robot (Dark Horse); Bowie: Stardust, Rayguns & Moonage Daydreams (Insight Editions)
- 2022 Matt Wilson, Undiscovered Country (Image); Fire Power (Image Skybound); Eternals, Thor, Wolverine (Marvel); Jonna and the Unpossible Monsters (Oni)
- 2023 Jordie Bellaire, The Nice House on the Lake, Suicide Squad: Blaze (DC); Antman, MiraclemandeGaiman & Buckingham: The Silver Age (Marvel)
- 2024 Jordie Bellaire, Batman, Birds of Prey (DC); Dark Spaces: Hollywood Special (IDW)

### Melhor Letrista/Letreirização
- 1993 Todd Klein, The Sandman, The Demon (DC)
- 1994 Todd Klein, Sandman (DC)
- 1995 Todd Klein, Batman versus Predator II (DC/Dark Horse); The Demon (DC), Sandman (DC/Vertigo); Uncle Scrooge (Gladstone)
- 1996 Stan Sakai, Groo (Image); Usagi Yojimbo (Mirage)
- 1997 Todd Klein, Sandman; Death: The Time of Your Life; House of Secrets; The Dreaming (DC/Vertigo); Batman; The Spectre; Kingdom Come (DC)
- 1998 Todd Klein, Batman; Batman: Poison Ivy (DC); The Dreaming; House of Secrets; The Invisibles; Uncle Sam (DC/Vertigo); Uncle Scrooge Adventures (Gladstone); Castle Waiting (Olio)
- 1999 Todd Klein, Castle Waiting (Olio); House of Secrets; The Invisibles; The Dreaming (DC/Vertigo)
- 2000 Todd Klein, Promethea; Tom Strong; Tomorrow Stories; Top 10 (ABC); The Dreaming; Gifts of the Night; The Invisibles; Sandman Presents: Lucifer (DC/Vertigo)
- 2001 Todd Klein, Promethea; Tom Strong; Tomorrow Stories; Top 10 (ABC); The Invisibles; The Dreaming (DC/Vertigo); Castle Waiting (Cartoon Books)
- 2002 Todd Klein, Promethea; Tom Strong; Tomorrow Stories; Top 10, Greyshirt (ABC); Sandman Presents: Everything You Always Wanted to Know About Dreams But Were Afraid to Ask (DC/Vertigo); Detective Comics; The Dark Knight Strikes Again (DC); Castle Waiting (Olio); Universe X (Marvel)
- 2003 Todd Klein, Dark Knight Strikes Again; Detective Comics; Wonder Woman: The Hiketeia (DC); Fables; Human Target: Final Cut (DC/Vertigo); Promethea; Tom Strong (ABC); Castle Waiting (Olio)
- 2004 Todd Klein, Detective Comics(DC); Fables, Sandman: Endless Nights (Vertigo/DC); Tom Strong, Promethea (ABC); Marvel 1602 (Marvel)
- 2005 Todd Klein, Promethea; Tom Strong; Tom Strong's Terrific Tales (ABC); Wonder Woman (DC); Books of Magick: Life During Wartime; Fables; WE3 (Vertigo/DC); Creatures of the Night (Dark Horse)
- 2006 Todd Klein, Wonder Woman, Justice, Seven Soldiers #0 (DC); Desolation Jones (Wildstorm/DC); Promethea, Tomorrow Stores Special, Top 10: The 49ers (ABC); Fables (Vertigo); 1602: New World (Marvel)
- 2007 Todd Klein, Fables, Jack of Fables, Fables: 1001 Nights of Snowfall; Pride of Baghdad, Testament (Vertigo/DC); 1602: Fantastick Four, Eternals (Marvel); Lost Girls (Top Shelf)
- 2008 Todd Klein, Justice, Simon Dark (DC); Fables, Jack of Fables, Crossing Midnight (Vertigo/DC); League of Extraordinary Gentlemen: The Black Dossier (WildStorm/DC); Nexus (Rude Dude)
- 2009 Chris Ware, Acme Novelty Library #19 (Acme)
- 2010 David Mazzucchelli, Asterios Polyp (Pantheon)
- 2011 Todd Klein
- 2012 Stan Sakai, Usagi Yojimbo (Dark Horse)
- 2013 Chris Ware, Building Stories (Pantheon)
- 2014 Darwyn Cooke, Richard Stark’s Parker: Slayground (IDW)
- 2015 Stan Sakai, Usagi Yojimbo: Senso, Usagi Yojimbo Color Special: The Artist (Dark Horse)
- 2016 Derf Backderf, Trashed (Abrams)
- 2017 Todd Klein, Clean Room, Dark Night, Lucifer (Vertigo/DC); Black Hammer (Dark Horse)
- 2018 Stan Sakai, Usagi Yojimbo, Groo: Slay of the Gods (Dark Horse)
- 2019 Todd Klein, Black Hammer: Age of Doom, Neil Gaiman's A Study in Emerald (Dark Horse); Batman: White Knight (DC); Eternity Girl, Books of Magic (Vertigo/DC); The League of Extraordinary Gentlemen: The Tempest (Top Shelf/IDW)
- 2020 Stan Sakai, Usagi Yojimbo (IDW)
- 2021 Stan Sakai, Usagi Yojimbo (IDW)
- 2022 Barry Windsor-Smith, Monsters (Fantagraphics)
- 2023 Stan Sakai, Usagi Yojimbo (IDW)
- 2024 Hassan Otsmane-Elhaou, The Unlikely Story of Felix and Macabber, The Witcher: Wild Animals, e outros(Dark Horse); Batman: City of Madness, The Flash, Poison Ivy, and others (DC); Black Cat Social Club (Humanoids); Beneath the Trees Where Nobody Sees (IDW); The Cull, What’s the Furthest Place from Here? (Image); e outros

### Artista capista
- 1992 Brian Bolland, Animal Man (DC)
- 1993 Brian Bolland, Animal Man; Wonder Woman (DC)
- 1994 Brian Bolland, Animal Man; Wonder Woman (DC)
- 1995 Glenn Fabry, Hellblazer (DC/Vertigo)
- 1996 Alex Ross, Kurt Busiek's Astro City (Jukebox Productions/Image)
- 1997 Alex Ross, Kingdom Come (DC); Kurt Busiek's Astro City (Jukebox Productions/Homage)
- 1998 Alex Ross, Kurt Busiek's Astro City (Jukebox Productions/Homage); Uncle Sam (DC/Vertigo)
- 1999 Brian Bolland, The Invisibles (DC/Vertigo)
- 2000 Alex Ross, Batman: No Man's Land; Batman: Harley Quinn; Batman: War on Crime (DC); Kurt Busiek's Astro City (Homage/Wildstorm/DC); ABC alternate #1 covers
- 2001 Brian Bolland, Batman: Gotham Knights; The Flash (DC); The Invisibles (DC/Vertigo)
- 2002 Dave Johnson, Detective Comics (DC); 100 Bullets (DC/Vertigo)
- 2003 Adam Hughes, Wonder Woman (DC)
- 2004 James Jean, Fables (Vertigo/DC); Batgirl (DC)
- 2005 James Jean, Fables (Vertigo/DC); Green Arrow, Batgirl (DC)
- 2006 James Jean, Fables  (Vertigo/DC); Runaways (Marvel)
- 2007 James Jean, Fables, Jack of Fables, Fables: 1001 Nights of Snowfall (Vertigo/DC)
- 2008 James Jean, Fables  (Vertigo/DC); The Umbrella Academy (Dark Horse); Process Recess 2; Superior Showcase 2 (AdHouse)
- 2009 James Jean, Fables  (Vertigo/DC); The Umbrella Academy (Dark Horse)
- 2010 J. H. Williams III, Detective Comics (DC)
- 2011 Mike Mignola for Baltimore: The Plague Ships
- 2012 Francesco Francavilla, Black Panther (Marvel); Lone Ranger, Lone Ranger/Zorro, Dark Shadows, Warlord of Mars (Dynamite); Archie Meets Kiss (Archie)
- 2013 David Aja, Hawkeye (Marvel)
- 2014 David Aja, Hawkeye (Marvel)
- 2015 Darwyn Cooke, DC Comics Darwyn Cooke Month Variant Covers (DC)
- 2016 David Aja, Hawkeye, Karnak, Scarlet Witch (Marvel)
- 2017 Fiona Staples, Saga (Image)
- 2018 Sana Takeda, Monstress (Image)
- 2019 Jen Bartel, Blackbird (Image); Submerged (Vault)
- 2020 Emma Ríos, Pretty Deadly (Image)
- 2021 Peach Momoko, Buffy the Vampire Slayer #19, Mighty Morphin #2, Something Is Killing the Children #12, Power Rangers #1 (BOOM! Studios); DIE!namite, Vampirella (Dynamite); The Crow: Lethe (IDW); Marvel Cover Variants (Marvel)
- 2022 Jen Bartel, Future State Immortal Wonder Woman #1 & 2, Wonder Woman Black & Gold #1, Wonder Woman 80th Anniversary (DC); Women's History Month variant covers (Marvel)
- 2023 Bruno Redondo, Nightwing (DC)
- 2024 Peach Momoko, Demon Wars: Scarlet Sin, várias capas alternativas (Marvel)

### Talento Merecedor de Maior Reconhecimento
- 1995 Evan Dorkin (Milk and Cheese, Hectic Planet, Dork, Instant Piano)
- 1996 Stan Sakai (Usagi Yojimbo)
- 1997 Ricardo Delgado (Age of Reptiles)
- 1998 Linda Medley (Castle Waiting)
- 1999 Brian Michael Bendis (Jinx, Goldfish, Torso)
- 2000 Tony Millionaire (Sock Monkey)
- 2001 Alex Robinson (Box Office Poison)
- 2002 Dylan Horrocks (Hicksville, Atlas)
- 2003 Jason Shiga, Fleep (Sparkplug Comics)
- 2004 Derek Kirk Kim, (Same Difference & Other Stories)
- 2005 Sean McKeever (The Waiting Place, Mary Jane, Inhumans, Sentinel)
- 2006 Aaron Renier (Spiral-Bound)
- 2007 Hope Larson (Gray Horses, Oni)

### Reconhecimento especial
- 2008 Chuck BB, Black Metal (artist, Oni)

### Editor
- 1992 Karen Berger, The Sandman; Shade: the Changing Man; Kid Eternity; Books of Magic (DC)
- 1993 Archie Goodwin, Legends of the Dark Knight; Batman: Sword of Azrael; Deadman: Exorcism (DC)
- 1994 Karen Berger, The Sandman (DC) (empate)
- 1994 Mike Carlin, for the Superman titles: Action Comics; Superman; Superman: The Man Steel, Adventures of Superman (DC) (empate)
- 1995 Karen Berger, The Sandman; Sandman Mystery Theatre (DC/Vertigo)
- 1996 Stuart Moore, Swamp Thing; The Invisibles; Preacher (DC/Vertigo) (empate)
- 1996 Bronwyn Taggart, The Big Book of Weirdos; The Big Book of Conspiracies; Brooklyn Dreams; Stuck Rubber Baby (Paradox Press) (empate)
- 1997 Dan Raspler, Kingdom Come; Hitman; The Spectre; Sergio Aragonés Destroys the DC Universe (DC)

## Trabalhos

### Melhor Edição Única / Single
- 1988 Gumby Summer Fun Special #1, de Bob Burden e Art Adams (Comico)
- 1989 Kings in Disguise #1, de James Vance e Dan Burr (Kitchen Sink)
- 1991 Concrete Celebrates Earth Day, de Paul Chadwick, Charles Vess e Jean Giraud  (Dark Horse Comics)
- 1992 Sandman #22–28, de Neil Gaiman e vários artistas (DC)
- 1993 Nexus: The Origin de Mike Baron e Steve Rude (Dark Horse)
- 1994 Batman Adventures: Mad Love, de Paul Dini e Bruce Timm (DC)
- 1995 Batman Adventures Holiday Special de Paul Dini, Bruce Timm, Ronnie del Carmen, e outros (DC)
- 1996 Kurt Busiek's Astro City #4: "Safeguards", de Kurt Busiek e Brent Anderson (Jukebox Productions/Image)
- 1997 Kurt Busiek's Astro City, vol. 2, #1: "Welcome to Astro City", Kurt Busiek, Brent Anderson, e Will Blyberg (Jukebox Productions/Homage)
- 1998 Kurt Busiek's Astro City vol. 2 #10: "Show 'Em All", Kurt Busiek, Brent Anderson, e Will Blyberg (Jukebox Productions/Homage)
- 1999 Hitman #34: "Of Thee I Sing", de Garth Ennis, John McCrea, e Garry Leach (DC)
- 2000 Tom Strong #1: "How Tom Strong Got Started", de Alan Moore, Chris Sprouse, e Al Gordon (ABC)
- 2001 Promethea #10: "Sex, Stars, and Serpents", de Alan Moore, J.H. Williams III, e Mick Gray (ABC)
- 2002 Eightball #22, de Daniel Clowes (Fantagraphics)
- 2003 The Stuff of Dreams, de Kim Deitch (Fantagraphics)
- 2004 Conan The Legend #0, de Kurt Busiek e Cary Nord (Dark Horse) e The Goon #1, de Eric Powell (Dark Horse) - tie
- 2005 Eightball #23: "The Death Ray" de Daniel Clowes (Fantagraphics)
- 2006 Solo #5 de Darwyn Cooke (DC)
- 2007 Batman/The Spirit #1 de Jeph Loeb e Darwyn Cooke (DC)
- 2008 Justice League of America #11: "Walls" de Brad Meltzer e Gene Ha (DC)
- 2009 Não foi atribuído
- 2010 Captain America #601: "Red, White, and Blue-Blood" de Ed Brubaker e Gene Colan (Marvel)
- 2011 Hellboy: Double Feature of Evil, de Mike Mignola, e Richard Corben
- 2012 Daredevil #7,de Mark Waid, Paolo Rivera, e Joe Rivera (Marvel)
- 2013 The Mire, de Becky Cloonan (autopublicação)
- 2014 Hawkeye #11: "Pizza Is My Business," de Matt Fraction e David Aja (Marvel
- 2015 Beasts of Burden: Hunters and Gatherers, de Evan Dorkin e Jill Thompson (Dark Horse)
- 2016 Silver Surfer #11: "Never After", de Dan Slott e Michael Allred (Marvel)
- 2017 Beasts of Burden: What the Cat Dragged In, de Evan Dorkin, Sarah Dyer e Jill Thompson (Dark Horse)
- 2018 Hellboy: Krampusnacht, de Mike Mignola e Adam Hughes (Dark Horse)
- 2019 Peter Parker: The Spectacular Spider-Man #310,de Chip Zdarsky (Marvel)
- 2020 Our Favorite Thing is My Favorite Thing is Monsters, de Emil Ferris (Fantagraphics)
- 2021 Sports Is Hell,de Ben Passmore (Koyama Press)
- 2022 Wonder Woman Historia: The Amazons,de Kelly Sue DeConnick e Phil Jimenez (DC)
- 2023 Batman: One Bad Day: The Riddler, de Tom King e Mitch Gerads (DC)
- 2024 Nightwing #105, de Tom Taylor and Bruno Redondo (DC)

### Melhor Edição Única (ou One-Shot)
- 2010 Captain America #601: "Red, White, and Blue-Blood" de Ed Brubaker e Gene Colan (Marvel)
- 2011 Hellboy: Double Feature of Evil, de Mike Mignola, e Richard Corben
- 2012 Daredevil #7, de Mark Waid, Paolo Rivera, e Joe Rivera (Marvel)
- 2013 The Mire, de Becky Cloonan (publicação independente)
- 2014 Hawkeye #11: “Pizza Is My Business,” de Matt Fraction e David Aja (Marvel)
- 2015 Beasts of Burden: Hunters and Gatherers, de Evan Dorkan e Jill Thompson (Dark Horse)
- 2016 Silver Surfer #11: "Never After", de Dan Slott e Michael Allred (Marvel)
- 2017 Beasts of Burden: What the Cat Dragged In, por Evan Dorkin, Sarah Dyer e Jill Thompson (Dark Horse)

### Melhor História curta
- 1993 "Two Cities", in Xenozoic Tales #12 de Mark Schultz (Kitchen Sink)
- 1994 "The Amazing Colossal Homer", in Simpsons #1 (Bongo)
- 1995 "The Babe Wore Red", de Frank Miller, in Sin City: The Babe Wore Red and Other Stories (Dark Horse/Legend)
- 1996 "The Eltingville Comic-Book, Science-Fiction, Fantasy, Horror, and Role-Playing Club in Bring Me the Head of Boba Fett" de Evan Dorkin, in Instant Piano #3 (Dark Horse)
- 1997 "Heroes", Archie Goodwin and Gary Gianni, in Batman: Black & White #4 (DC)
- 1998 "The Eltingville Comic Book, Science-Fiction, Fantasy, Horror and Role-Playing Club In: The Marathon Men", Evan Dorkin, in Dork! #4 (Slave Labor)
- 1999 "Devil's Advocate", de Matt Wagner and Tim Sale, in Grendel: Black, White, and Red #1 (Dark Horse)
- 2000 "Letitia Lerner, Superman's Babysitter", de Kyle Baker, in Elseworlds 80-Page Giant (DC)
- 2001 "The Gorilla Suit", de Sergio Aragonés, in Streetwise (TwoMorrows)
- 2002 "The Eltingville Club in 'The Intervention,'" de Evan Dorkin, in Dork! #9 (Slave Labor)
- 2003 "The Magician and the Snake", de Katie Mignola and Mike Mignola, in Dark Horse Maverick: Happy Endings (Dark Horse)
- 2004 "Death", de Neil Gaiman and P. Craig Russell, in The Sandman: Endless Nights (Vertigo/DC)
- 2005 "Unfamiliar," de Evan Dorkin and Jill Thompson, in The Dark Horse Book of Witchcraft (Dark Horse Books)
- 2006 "Teenaged Sidekick", de Paul Pope, in Solo #3 (DC)
- 2007 "A Frog's Eye View", de Bill Willingham and James Jean, in Fables: 1001 Nights of Snowfall (Vertigo/DC)
- 2008 "Mr. Wonderful", de Dan Clowes, serialized in New York Times Sunday Magazine
- 2009 "Murder He Wrote," de Ian Boothby, Nina Matsumoto and Andrew Pepoy, in The Simpsons' Treehouse of Horror #14 (Bongo Comics)
- 2010 "Urgent Request," de Gene Luen Yang and Derek Kirk Kim, in The Eternal Smile (First Second)
- 2011 "Post Mortem", de Greg Rucka and Michael Lark, in I Am an Avenger #2 (Marvel)
- 2012 "The Seventh" de Darwyn Cooke, in Richard Stark's Parker: The Martini Edition (IDW)
- 2013 "Moon 1969: The True Story of the 1969 Moon Launch" de Michael Kupperman, in Tales Designed to Thrizzle #8 (Fantagraphics)
- 2014 “Untitled,” de Gilbert Hernandez, in Love and Rockets: New Stories' #6 (Fantagraphics)
- 2015 "When the Darkness Presses," de Emily Caroll (Self Published, http://emcarroll.com/comics/darkness/)
- 2016 Killing and Dying, de Adrian Tomine, in Optic Nerve #14 (Drawn & Quarterly)
- 2017 Good Boy, por Tom King e David Finch, em Batman Annual #1 (DC)
- 2018 "A Life in Comics: The Graphic Adventures of Karen Green", de Nick Sousanis, na Columbia Magazine
- 2019 "The Talk of the Saints", de Tom King e Jason Fabok, em Swamp Thing Winter Special (DC)
- 2020 "Hot Comb",deEbony Flowers, in Hot Comb (Drawn & Quarterly)
- 2021 "When the Menopausal Carnival Comes to Town",deMimi Pond, in Menopause: A Comic Treatment (Graphic Medicine/Pennsylvania State University Press)
- 2022 "Funeral in Foam",de Casey Gilly e Raina Telgemeier, in You Died: An Anthology of the Afterlife (Iron Circus)
- 2023 "Finding Batman",de Kevin Conroy e J. Bone in DC Pride 2022 (DC)
- 2024 “The Kelpie,” de Becky Cloonan, in Four Gathered on Christmas Eve (Dark Horse)

### Melhor história serializada
- 1993 "From Hell" de Alan Moore e Eddie Campbell in Taboo (SpiderBaby Graphix/Tundra)
- 1994 "The Great Cow Race", Bone #7-11, de Jeff Smith (Cartoon Books)
- 1995 "The Life and Times of Scrooge McDuck", de Don Rosa, Uncle Scrooge #285–296 (Egmont)
- 1996 Strangers in Paradise #1–8, de Terry Moore (Abstract Studios)
- 1997 Starman #20–23: "Sand and Stars", James Robinson, Tony Harris, Guy Davis, e Wade von Grawbadger (DC)
- 1998 Kurt Busiek's Astro City  #4–9: "Confession", Kurt Busiek, Brent Anderson, e Will Blyberg (Jukebox Productions/Homage)
- 1999 Usagi Yojimbo #13–22: "Grasscutter", de Stan Sakai (Dark Horse)
- 2000 Tom Strong #4–7, de Alan Moore, Chris Sprouse, Al Gordon, e guest artists (ABC)
- 2001 100 Bullets #15–18: "Hang Up on the Hang Low", de Brian Azzarello e Eduardo Risso (DC/Vertigo)
- 2002 The Amazing Spider-Man #30–35: "Coming Home", de J. Michael Straczynski, John Romita, Jr., e Scott Hanna (Marvel)
- 2003 Fables #1–5: "Legends in Exile", de Bill Willingham, Lan Medina, e Steve Leialoha (DC/Vertigo)
- 2004 Gotham Central #6–10: "Half a Life", de Greg Rucka e Michael Lark (DC)
- 2005 Fables #19–27: "March of the Wooden Soldiers," de Bill Willingham, Mark Buckingham, e Steve Leialoha (Vertigo/DC)
- 2006 Fables #36–38, 40–41: "Return to the Homelands," de Bill Willingham, Mark Buckingham, e Steve Leialoha (Vertigo/DC)

### Melhor série em preto e branco
- 1988 Concrete, de Paul Chadwick (Dark Horse)
- 1989 Concrete, de Paul Chadwick (Dark Horse)
- 1991 Xenozoic Tales, de Mark Schultz (Kitchen Sink)

### Melhor Série continuada
- 1988 Concrete, de Paul Chadwick (Dark Horse)
- 1989 Concrete, de Paul Chadwick (Dark Horse)
- 1991 Sandman, de Neil Gaiman e various artists (DC/Vertigo)
- 1992 Sandman, de Neil Gaiman e vários artistas (DC/Vertigo)
- 1993 Sandman, de Neil Gaiman e vários artistas (DC/Vertigo)
- 1994 Bone, de Jeff Smith (Cartoon Books)
- 1995 Bone, de Jeff Smith (Cartoon Books)
- 1996 Acme Novelty Library, de Chris Ware (Fantagraphics)
- 1997 Kurt Busiek's Astro City, Kurt Busiek, Brent Anderson, e Will Blyberg (Jukebox Productions/Homage)
- 1998 Kurt Busiek's Astro City, Kurt Busiek, Brent Anderson, e Will Blyberg (Jukebox Productions/Homage)
- 1999 Preacher, de Garth Ennis e Steve Dillon (DC/Vertigo)
- 2000 Acme Novelty Library, de Chris Ware (Fantagraphics)
- 2001 Top 10, de Alan Moore, Gene Ha, e Zander Cannon (ABC)
- 2002 100 Bullets, de Brian Azzarello e Eduardo Risso (DC/Vertigo)
- 2003 Daredevil, de Brian Michael Bendis e Alex Maleev (Marvel)
- 2004 100 Bullets, de Brian Azzarello e Eduardo Risso (DC/Vertigo)
- 2005 The Goon, de Eric Powell (Dark Horse)
- 2006 Astonishing X-Men, de Joss Whedon e John Cassaday (Marvel)
- 2007 All-Star Superman, de Grant Morrison e Frank Quitely (DC)
- 2008 Y: The Last Man, de Brian K. Vaughan, Pia Guerra, e Jose Marzan, Jr. (DC/Vertigo)
- 2009 All-Star Superman, de Grant Morrison e Frank Quitely (DC)
- 2010 The Walking Dead, de Robert Kirkman e Charles Adlard (Image)
- 2011 Chew, de John Layman e Rob Guillory (Image)
- 2012 Daredevil, de Mark Waid, Marcos Martin, Paolo Rivera e Joe Rivera (Marvel)
- 2013 Saga, de Brian K. Vaughan e Fiona Staples (Image)
- 2014 Saga, de Brian K. Vaughan e Fiona Staples (Image)
- 2015 Saga, de Brian K. Vaughan e Fiona Staples (Image)
- 2016 Southern Bastards, de Jason Aaron e Jason Latour (Image)
- 2017 Saga, por Brian K. Vaughan & Fiona Staples (Image)
- 2018 Monstress,de Marjorie Liu e Sana Takeda (Image)
- 2019 Giant Days,de John Allison, Max Sarin e Julia Madrigal (BOOM! Box)
- 2020 Bitter Root,de David Walker, Chuck Brown e Sanford Greene (Image)
- 2021 Usagi Yojimbo,de Stan Sakai (IDW)
- 2022 (empate)
  - Bitter Root,de David F. Walker, Chuck Brown, e Sanford Greene (Image);
  - Something Is Killing the Children,de James Tynion IV e Werther Dell’Edera (BOOM! Studios)
- 2023 Nightwing,de Tom Taylor e Bruno Redondo (DC)
- 2024 Transformers, de Daniel Warren Johnson (Image Skybound)

### Melhor série finita / Série Limitada
- 1988 Watchmen, de Alan Moore e Dave Gibbons (DC)
- 1989 Silver Surfer, de Stan Lee e Jean "Moebius" Giraud (Marvel)
- 1991 Give Me Liberty, de Frank Miller e Dave Gibbons (Dark Horse)
- 1992 Concrete: Fragile Creature, de Paul Chadwick (Dark Horse)
- 1993 Grendel: War Child, de Matt Wagner e Patrick McEown (Dark Horse)
- 1994 Marvels, de Kurt Busiek e Alex Ross (Marvel)
- 1995 Sin City: A Dame to Kill For, de Frank Miller (Dark Horse/Legend)
- 1996 Sin City: The Big Fat Kill, de Frank Miller (Dark Horse/Legend)
- 1997 Kingdom Come, Mark Waid e Alex Ross (DC)
- 1998 Batman: The Long Halloween, Jeph Loeb e Tim Sale (DC)
- 1999 300, de Frank Miller e Lynn Varley (Dark Horse)
- 2000 Whiteout: Melt, de Greg Rucka e Steve Lieber (Oni)
- 2001 Der Ring des Nibelungen (The Ring of the Nibelung), de P. Craig Russell, com Patrick Mason (Dark Horse/Maverick)
- 2002 Hellboy: Conqueror Worm, de Mike Mignola (Dark Horse/Maverick)
- 2003 The League of Extraordinary Gentlemen, Volume II, de Alan Moore e Kevin O'Neill (ABC)
- 2004 Fantastic Four: Unstable Molecules, de James Sturm e Guy Davis (Marvel)
- 2005 DC: The New Frontier, de Darwyn Cooke (DC)
- 2006 Seven Soldiers, de Grant Morrison e vários artistas (DC)
- 2007 Batman: Year 100, de Paul Pope (DC)
- 2008 The Umbrella Academy: Apocalypse Suite de Gerard Way e Gabriel Bá (Dark Horse)
- 2009 Hellboy: The Crooked Man, de Mike Mignola e Richard Corben (Dark Horse)

### Melhor Série Limitada ou arco de história
- 2010 The Wonderful Wizard of Oz, de Eric Shanower e Skottie Young (Marvel)
- 2011 Daytripper, de Fábio Moon, Gabriel Bá (Vertigo Comics)
- 2012 Criminal: The Last of the Innocent, de Ed Brubaker e Sean Phillips (Marvel Icon)
- 2013 Não foi atribuído
- 2014 The Wake, de Scott Snyder e Sean Murphy (Vertigo/DC)
- 2015 Little Nemo: Return to Slumberland, de Eric Shanower e Gabriel Rodriguez (IDW)
- 2016 The Fade Out, de Ed Brubaker e Sean Phillips (Image)
- 2017 The Vision, por Tom King & Gabriel Walta (Marvel)
- 2018 Black Panther: World of Wakanda,de Roxane Gay, Ta-Nehisi Coates, e Alitha E. Martinez (Marvel)
- 2019 Mister Miracle,de Tom King e Mitch Gerads (DC)
- 2020 Little Bird de Darcy Van Poelgeest e Ian Bertram (Image)
- 2021 Superman's Pal Jimmy Olsen,de Matt Fraction e Steve Lieber (DC)
- 2022 The Good Asian,de Pornsak Pichetshote e Alexandre Tefenkgi (Image)
- 2023 The Human Target,de Tom King e Greg Smallwood (DC)
- 2024 PeePee PooPoo, de Caroline Cash (Silver Sprocket)

### Melhor nova série
- 1988 Concrete, de Paul Chadwick (Dark Horse)
- 1989 Kings In Disguise, de James Vance e Dan Burr (Kitchen Sink)
- 1995 Too Much Coffee Man, de Shannon Wheeler (Adhesive)
- 1996 Kurt Busiek's Astro City, de Kurt Busiek e Brent Anderson (Jukebox Productions/Image Comics|Image)
- 1997 Leave It to Chance, James Robinson e Paul Smith (Homage)
- 1998 Castle Waiting, Linda Medley (Olio)
- 1999 Inhumans, de Paul Jenkins e Jae Lee (Marvel)
- 2000 Top 10, de Alan Moore, Gene Ha e Zander Cannon (ABC)
- 2001 Powers, de Brian Michael Bendis e Michael Avon Oeming (Image)
- 2002 Queen & Country, de Greg Rucka e Steve Rolston (Oni)
- 2003 Fables, de Bill Willingham, Lan Medina, Mark Buckingham e Steve Leialoha (DC/Vertigo)
- 2004 Plastic Man, de Kyle Baker (DC)
- 2005 Ex Machina, de Brian K. Vaughan, Tony Harris e Tom Fesiter (WildStorm/DC)
- 2006 All-Star Superman, de Grant Morrison e Frank Quitely (DC)
- 2007 Criminal, de Ed Brubaker e Sean Phillips (Marvel Icon)
- 2008 Buffy the Vampire Slayer Season Eight, de Joss Whedon, Brian K. Vaughan, Georges Jeanty e Andy Owens (Dark Horse)
- 2009 The Invincible Iron Man, de Matt Fraction e Salvador Larroca (Marvel)
- 2010 Chew, de John Layman e Rob Guillory (Image)
- 2011 American Vampire, de Scott Snyder, Stephen King, Rafael Albuquerque (Vertigo/DC)
- 2013 Saga, de Brian K. Vaughan e Fiona Staples (Image)
- 2014 Sex Criminals, de Matt Fraction e Chip Zdarsky
- 2015 Lumberjanes, de Shannon Watters, Grace Ellis, ND Stevenson, e Brooke A. Allen (BOOM! Box)
- 2016 Paper Girls, de Brian K. Vaughan e Cliff Chiang (Image)
- 2017 Black Hammer, por Jeff Lemire & Dean Ormston (Dark Horse)
- 2018 Black Bolt,de Saladin Ahmed e Christian Ward (Marvel)
- 2019 Gideon Falls,de Jeff Lemire e Andrea Sorrentino (Image)
- 2020 Invisible Kingdom,de G. Willow Wilson e Christian Ward (Berger Books/Dark Horse)
- 2021 Black Widow,de Kelly Thompson e Elena Casagrande (Marvel)
- 2022 The Nice House on the Lake,de James Tynion IV e Álvaro Martínez Bueno (DC Black Label)
- 2023 Public Domain,de Chip Zdarsky (Image)
- 2024 Somna: A Bedtime Story, de Becky Cloonan e Tula Lotay (DSTLRY)

### Melhor Título para leitores mais jovens / Melhor Publicação Comics para um público mais jovem
- 1996 The Batman and Robin Adventures, de Paul Dini, Ty Templeton e Rick Burchett (DC)
- 1997 Leave It to Chance, James Robinson e Paul Smith (Homage)
- 1998 Batman & Robin Adventures, Ty Templeton, Brandon Kruse, Rick Burchett e others (DC)
- 1999 Batman: The Gotham Adventures, de Ty Templeton, Rick Burchett e Terry Beatty (DC)
- 2000 Simpsons Comics, de various (Bongo)
- 2001 Scary Godmother: The Boo Flu, de Jill Thompson (Sirius)
- 2002 Herobear and the Kid, de Mike Kunkel (Astonish)
- 2003 Herobear and the Kid, de Mike Kunkel (Astonish)
- 2004 Walt Disney's Uncle Scrooge, de various (Gemstone)
- 2005 Plastic Man, de Kyle Baker e Scott Morse (DC)
- 2006 Owly: Flying Lessons, de Andy Runton (Top Shelf)
- 2007 Gumby, de Bob Burden e Rick Geary (Wildcard Ink)

### Melhor Publicação para leitores precoces (até 7 anos)
- 2012 Dragon Puncher Island, de James Kochalka (Top Shelf)

### Melhor Publicação para Crianças
- 2008 Mouse Guard: Fall 1152 e Mouse Guard: Winter 1152, de David Petersen (Archaia)
- 2009 Tiny Titans, de Art Baltazar e Franco Aureliani (DC)
- 2010 The Wonderful Wizard of Oz hardcover, de L. Frank Baum, Eric Shanower e Skottie Young (Marvel)
- 2011 Tiny Titans, de Art Baltazar e Franco Aureliani (DC)

### Melhor Publicação para Crianças (8-12 anos)
- 2012 Snarked, de Roger Langridge (kaboom!)

### Melhor Publicação para adolescentes
- 2008 Laika, de Nick Abadzis (First Second)
- 2010 Beasts of Burden, de Evan Dorkin e Jill Thompson (Dark Horse)
- 2011 Smile de Raina Telgemeier (Scholastic/Graphix)

### Melhor Publicação para público de 12-17 anos
- 2012 Anya's Ghost, de Vera Brosgol (First Second)

### Melhor Publicação para Adolescentes / Teens
- 2009 Coraline, de Neil Gaiman, adapted de P. Craig Russell (HarperCollins Children's Books)

### Melhor Antologia
- 1992 Dark Horse Presents, editado por Randy Stradley (Dark Horse)
- 1993 Taboo, editado por Steve Bissette (SpiderBaby Graphix/Tundra)
- 1994 Dark Horse Presents, editado por Randy Stradley (Dark Horse)
- 1995 The Big Book of Urban Legends, editado por Andy Helfer (Paradox Press)
- 1996 The Big Book of Conspiracies, editado por Bronwyn Taggart (Paradox Press)
- 1997 Batman: Black and White, Mark Chiarello e Scott Peterson, eds. (DC)
- 1998 Hellboy Christmas Special, ed. Scott Allie (Dark Horse)
- 1999 Grendel: Black, White, and Red, por Matt Wagner; ed. de Diana Schutz (Dark Horse)
- 2000 Tomorrow Stories, de Alan Moore, Rick Veitch, Kevin Nowlan, Melinda Gebbie, e Jim Baikie (ABC)
- 2001 Drawn & Quarterly, vol. 3, editado por Chris Oliveros (Drawn & Quarterly)
- 2002 Bizarro Comics, editado por Joey Cavalieri (DC)
- 2003 SPX 2002 (CBLDF)
- 2004 The Sandman: Endless Nights, de Neil Gaiman, Dave McKean, P. Craig Russell, Miguelanxo Prado, Barron Storey, Frank Quitely, Glenn Fabry, Milo Manara, e Bill Sienkiewicz; co-editado por Karen Berger e Shelly Bond (Vertigo/DC)
- 2005 Michael Chabon Presents The Amazing Adventures of the Escapist, editado por Diana Schutz e David Land (Dark Horse)
- 2006 Solo, editado por Mark Chiarello (DC)
- 2007 Fables: 1001 Nights of Snowfall, de Bill Willingham e outros (Vertigo/DC)
- 2008 5, de Gabriel Bá, Becky Cloonan, Fábio Moon, Vasilis Lolos, and Rafael Grampa (auto-publicação)
- 2009 Comic Book Tattoo: Narrative Art Inspireddethe Lyrics and Music of Tori Amos, editado por Rantz Hoseley (Image)
- 2010 Popgun Volume 3, editado por Mark Andrew Smith, DJ Kirkbride, e Joe Keatinge (Image)
- 2011 Mouse Guard: Legends of the Guard, editado por Paul Morrissey e David Petersen
- 2012 Dark Horse Presents, editado por Mike Richardson (Dark Horse)

### Melhor comic digital
- 2005 Mom's Cancer de Brian Fies
- 2006 PvP de Scott Kurtz
- 2007 Sam & Max: The Big Sleep de Steve Purcell
- 2008 Sugarshock!, de Joss Whedon e Fabio Moon
- 2009 Finder, de Carla Speed McNeil, ShadowlineComics.com
- 2010 Sin Titulo, de Cameron Stewart, SinTituloComic.com
- 2011 The Abominable Charles Christopher, de Karl Kerschl
- 2012 Battlepug, de Mike Norton, www.battlepug.com

### Melhor Trabalho com base na realidade
- 2007 Fun Home, de Alison Bechdel (Houghton Mifflin)
- 2008 Satchel Paige: Striking Out Jim Crow, de James Sturm e Rich Tommaso (Center for Cartoon Studies/Hyperion)
- 2009 What It Is, de Lynda Barry (Drawn & Quarterly)
- 2010 A Drifting Life, de Yoshihiro Tatsumi (Drawn & Quarterly)
- 2011 It Was the War of the Trenches, de Jacques Tardi
- 2012 Green River Killer: A True Detective Story, de Jeff Jensen e Jonathan Case (Dark Horse Books)

### Melhor Álbum Gráfico
- 1988 Watchmen, de Alan Moore e Dave Gibbons (DC)
- 1989 Batman: The Killing Joke, de Alan Moore e Brian Bolland (DC)

### Melhor Álbum Gráfico: Novo
- 1991 Elektra Lives Again, de Frank Miller e Lynn Varley (Marvel)
- 1992 To the Heart of the Storm, de Will Eisner (Kitchen Sink)
- 1993 Signal to Noise, de Neil Gaiman e Dave McKean (VG Graphics/Dark Horse)
- 1994 A Small Killing, de Alan Moore e Oscar Zarate (Dark Horse)
- 1995 Fairy Tales of Oscar Wilde Vol. 2, de P. Craig Russell (NBM)
- 1996 Stuck Rubber Baby, de Howard Cruse (Paradox Press)
- 1997 Fax from Sarajevo, de Joe Kubert (Dark Horse Books)
- 1998 Batman & Superman Adventures: World's Finest, de Paul Dini, Joe Staton e Terry Beatty (DC)
- 1999 Superman: Peace on Earth, de Paul Dini e Alex Ross (DC)
- 2000 Acme Novelty Library #13, de Chris Ware (Fantagraphics)
- 2001 Safe Area Goražde, de Joe Sacco
- 2002 The Name of the Game, de Will Eisner (DC)
- 2003 One! Hundred! Demons! de Lynda Barry (Sasquatch Books)
- 2004 Blankets, de Craig Thompson (Top Shelf)
- 2005 The Originals, de Dave Gibbons (Vertigo/DC)
- 2006 Top 10: The Forty-Niners, de Alan Moore e Gene Ha (ABC)
- 2007 American Born Chinese, de Gene Luen Yang (First Second)
- 2008 Exit Wounds, de Rutu Modan (Drawn & Quarterly)
- 2009 Swallow Me Whole, de Nate Powell (Top Shelf)
- 2010 Asterios Polyp, de David Mazzucchelli (Pantheon)
- 2011 (empate)
  - Wilson de Daniel Clowes
  - Return of the Dapper Men de Jim McCann e Janet Lee
- 2012 Jim Hensons Tale of Sand, adapted de Ramon K. Perez (Archaia)

### Melhor Álbum Gráfico: reimpressão
- 1991 Sandman: The Doll's House de Neil Gaiman e vários artistas (DC)
- 1992 Maus II de Art Spiegelman (Pantheon Books)
- 1993 Sin City de Frank Miller (Dark Horse)
- 1994 Cerebus: Flight de Dave Sim e Gerhard (Aardvark-Vanaheim)
- 1995 Hellboy: Seed of Destruction de Mike Mignola (Dark Horse)
- 1996 The Tale of One Bad Rat de Bryan Talbot (Dark Horse)
- 1997 Stray Bullets: Innocence of Nihilism de David Lapham (El Capitan)
- 1998 Sin City: That Yellow Bastard de Frank Miller (Dark Horse)
- 1999 Batman: The Long Halloween de Jeph Loeb e Tim Sale (DC)
- 2000 From Hell de Alan Moore e Eddie Campbell (Eddie Campbell Comics)
- 2001 Jimmy Corrigan, the Smartest Kid on Earth de Chris Ware (Pantheon)
- 2002 Batman: Dark Victory de Jeph Loeb e Tim Sale (DC)
- 2003 Batman: Black and White vol. 2, edited de Mark Chiarello e Nick J. Napolitano (DC)
- 2004 Batman Adventures: Dangerous Dames and Demons, de Paul Dini, Bruce Timm e outros (DC)
- 2005 Bone One Volume Edition, de Jeff Smith (Cartoon Books)
- 2006 Black Hole, de Charles Burns (Pantheon)
- 2007 Absolute DC: The New Frontier, de Darwyn Cooke (DC)
- 2008 Mouse Guard: Fall 1152, de David Petersen (Archaia)
- 2009 Hellboy Library Edition, vols. 1 and 2, de Mike Mignola (Dark Horse)
- 2010 Absolute Justice, de Alex Ross, Jim Krueger e Doug Braithewaite (DC)
- 2011 Wednesday Comics, edited de Mark Chiarello (DC)
- 2012 Richard Stark's Parker: The Martini Edition, de Darwyn Cooke (IDW)

### Melhor Coleção Arquivo / Projeto
- 1993 Carl Barks Library album series (Gladstone)
- 1994 The Complete Little Nemo in Slumberland de Winsor McCay (Fantagraphics)
- 1995 The Christmas Spirit de Will Eisner (Kitchen Sink)
- 1996 The Complete Crumb Comics Vol. 11 de R. Crumb (Fantagraphics)
- 1997 Tarzan: The Land That Time Forgot and The Pool of Time de Russ Manning (Dark Horse)
- 1998 Jack Kirby's New Gods de Jack Kirby (DC)
- 1999 Plastic Man Archives vol. 1 de Jack Cole (DC)
- 2000 Peanuts: A Golden Celebration (HarperCollins)
- 2001 The Spirit Archives vols. 1 e 2 de Will Eisner (DC)
- 2002 Akira de Katsuhiro Otomo (Dark Horse)
- 2003 Krazy & Ignatz de George Herriman (Fantagraphics)
- 2004 Krazy and Ignatz, 1929–1930, de George Herriman, edited de Bill Blackbeard (Fantagraphics)
- 2005 The Complete Peanuts, edited de Gary Groth (Fantagraphics)

### Melhor Coleção Arquivo / Projeto - Comic Strips
- 2006 The Complete Calvin and Hobbes de Bill Watterson (Andrews McMeel)
- 2007 The Complete Peanuts, 1959–1960, 1961-1962, de Charles Schulz (Fantagraphics)
- 2008 The Complete Terry and the Pirates, vol. 1, de Milton Caniff (IDW)
- 2009 Little Nemo in Slumberland, Many More Splendid Sundays, de Winsor McCay (Sunday Press Books)

### Melhor Coleção Arquivo / Projeto - Tiras
- 2010 Bloom County: The Complete Library, vol. 1, de Berkeley Breathed, edited de Scott Dunbier (IDW)
- 2011 Archie: Complete Daily Newspaper Comics, edited de Greg Goldstein  (IDW)
- 2012 Walt Disney's Mickey Mouse, vols. 1-2, de Floyd Gottfredson, editado por David Gerstein e Gary Groth (Fantagraphics)

### Melhor publicação de humor
- 1992 Groo the Wanderer de Mark Evanier e Sergio Aragonés (Marvel/Epic)
- 1993 Bone de Jeff Smith (Cartoon Press)
- 1994 Bone de Jeff Smith (Cartoon Books)
- 1995 Bone de Jeff Smith (Cartoon Books)
- 1996 Milk & Cheese #666 de Evan Dorkin (Slave Labor)
- 1997 Sergio Aragonés Destroys DC (DC) e Sergio Aragonés Massacres Marvel (Marvel) de Mark Evanier e Sergio Aragonés
- 1998 Gon Swimmin de Masahi Tanaka (Paradox Press)
- 1999 Sergio Aragonés Groo de Sergio Aragonés e Mark Evanier (Dark Horse)
- 2000 Bart Simpson's Treehouse of Horror de Jill Thompson/Oscar Gonzalez Loyo/Steve Steere Jr., Scott Shaw!/Sergio Aragonés e Doug TenNapel (Bongo)
- 2001 Sock Monkey, vol. 3 de Tony Millionaire (Dark Horse/Maverick)
- 2002 Radioactive Man de Batton Lash, Abel Laxamana, Dan DeCarlo, Mike DeCarlo e Bob Smith (Bongo)
- 2003 The Amazing Screw-On Head de Mike Mignola (Dark Horse)
- 2004 Formerly Known as the Justice League, de Keith Giffen, J. M. DeMatteis, Kevin Maguire e Josef Rubinstein (DC)
- 2005 The Goon de Eric Powell.
- 2007 Flaming Carrot Comics, de Bob Burden (Desperado/Image)
- 2008 Perry Bible Fellowship: The Trial of Colonel Sweeto and Other Stories, de Nicholas Gurewitch (Dark Horse)
- 2009 Herbie Archives, de "Shane O'Shea" (Richard E. Hughes) e Ogden Whitney (Dark Horse)
- 2010 Scott Pilgrim vol. 5: Scott Pilgrim vs. the Universe, de Bryan Lee O'Malley (Oni)
- 2011 I Thought You Would Be Funnier de Shannon Wheeler (BOOM! Studios)
- 2012 Milk & Cheese: Dairy Products Gone Bad, de Evan Dorkin (Dark Horse Books)

### Hall da Fama
- 1987: Carl Barks, Will Eisner, Jack Kirby
- 1988: Milton Caniff
- 1989: Harvey Kurtzman
- 1991: Robert Crumb, Alex Toth
- 1992: Joe Shuster, Jerry Siegel, Wally Wood
- 1993: C. C. Beck, William Gaines
- 1994: Steve Ditko, Stan Lee
- 1995: Frank Frazetta, Walt Kelly
- 1996: Hal Foster, Bob Kane, Winsor McCay, Alex Raymond
- 1997: Gil Kane, Charles M. Schulz, Julius Schwartz, Curt Swan
- 1998: Neal Adams, Jean Giraud (aka Moebius), Archie Goodwin, Joe Kubert
- 1999: Jack Cole (Escolha do Júri), L. B. Cole (Escolha do Júri), Bill Finger (Escolha do Júri), Gardner Fox (Escolha do Júri), Mac Raboy (Escolha do Júri), Alex Schomburg (Escolha do Júri), Murphy Anderson, Joe Simon, Art Spiegelman, Dick Sprang
- 2000: Bill Everett (Escolha do Júri), Sheldon Mayer (Escolha do Júri), George Herriman, Carmine Infantino, Al Williamson, Basil Wolverton
- 2001: Dale Messick (Escolha do Júri), Roy Crane (Escolha do Júri), Chester Gould, Frank King, E. C. Segar, Marie Severin
- 2002: Charles Biro (Escolha do Júri), Osamu Tezuka (Escolha do Júri), Sergio Aragonés, John Buscema, Dan DeCarlo, John Romita, Sr.
- 2003: Hergé (Escolha do Júri), Bernard Krigstein (Escolha do Júri), Jack Davis, Will Elder, Al Feldstein, John Severin
- 2004: Otto Binder (Escolha do Júri), John Stanley (Escolha do Júri), Kazuo Koike (Escolha do Júri), Goseki Kojima (Escolha do Júri), Al Capp, Jules Feiffer, Don Martin, Jerry Robinson
- 2005: Lou Fine (Escolha do Júri), René Goscinny and Albert Uderzo (Escolha do Júri), Johnny Craig, Hugo Pratt, Nick Cardy, Gene Colan
- 2006: Floyd Gottfredson (Escolha do Júri), William Moulton Marston (Escolha do Júri), Vaughn Bode, Ramona Fradon, Russ Manning, Jim Steranko
- 2007: Robert Kanigher (Escolha do Júri), Ogden Whitney (Escolha do Júri), Ross Andru & Mike Esposito, Dick Ayers, Wayne Boring, Joe Orlando
- 2008: Richard F. Outcault (Escolha do Júri), Major Malcolm Wheeler-Nicholson (Escolha do Júri), John Broome, Arnold Drake, Len Wein, Barry Windsor-Smith
- 2009: Harold Gray, Graham Ingels (Escolha do Júri); Matt Baker, Reed Crandall, Russ Heath, Jerry Iger
- 2010: Burne Hogarth, Bob Montana (Escolha do Júri); Steve Gerber, Dick Giordano, Michael Kaluta, Mort Weisinger
- 2011: Ernie Bushmiller, Jack Jackson, Martin Nodell, Lynd Ward (Escolha do Júri);[10] Mort Drucker, Harvey Pekar, Roy Thomas, Marv Wolfman
- 2012: Rudolph Dirks (Escolha do Júri), Harry Lucey (Escolha do Júri)[11]Bill Blackbeard, Richard Corben, Katsuhiro Otomo, Gilbert Shelton
- 2013: Escolha do Júri: Mort Meskin, Spain Rodriguez; Escolha do Público: Lee Falk, Al Jaffee, Trina Robbins, Joe Sinnott
- 2014: Escolha do Júri: Irwin Hasen, Sheldon Moldoff, Orrin C. Evans; Escolha do Público: Hayao Miyazaki, Alan Moore, Dennis O'Neil, Bernie Wrightson
- 2015: Escolha do Júri: Marge (Marjorie Henderson Buell), Bill Woggon; Escolha do Público: John Byrne, Chris Claremont, Denis Kitchen, Frank Miller
- 2016: Escolha do Júri: Carl Burgos, Tove Jansson; Escolha do Público: Lynda Barry, Rube Goldberg, Matt Groening, Jacques Tardi
- 2017: Escolha do Júri: Milt Gross, H. G. Peter, Antonio Prohías, Dori Seda; Escolha do Público: Gilbert Hernandez, Jaime Hernandez, George Pérez, Walt Simonson, Jim Starlin
- 2018: Escolha do Júri: Carol Kalish, Jackie Ormes; Escolha do Público: Charles Addams, Karen Berger, Dave Gibbons, Rumiko Takahashi
- 2019: Escolha do Júri: Jim Aparo, June Tarpé Mills, Dave Stevens, Morrie Turner; Escolha do Público: José Luis García-López, Jenette Kahn, Paul Levitz, Wendy e Richard Pini, Bill Sienkiewicz
- 2020: Escolha do Júri: Nell Brinkley, E. Simms Campbell; Escolha do Público: Alison Bechdel, Howard Cruse, Louise Simonson, Stan Sakai, Don e Maggie Thompson, Bill Watterson
- 2021: Pioneiros: Thomas Nast, Rodolphe Töpffer; Escolha do Júri: Alberto Breccia, Stan Goldberg, Françoise Mouly, Lily Renée Phillips; Escolha do Público: Ruth Atkinson, Dave Cockrum, Neil Gaiman, Scott McCloud
- 2022: Escolha do Júri: Marie Duval, Rose O'Neill, Max Gaines, Mark Gruenwald, Alex Niño e P. Craig Russell. Escolha do Público: Howard Chaykin, Kevin Eastman, Larry Hama, Moto Hagio, David Mazzucchelli, e Grant Morrison.[12]
- 2023: Escolha do Júri: Jerry Bails, Tony DeZuniga, Justin Green, Bill Griffith, Jay Jackson, Jeffrey Catherine Jones, Jack Katz, Aline Kominsky-Crumb, Win Mortimer, Diane Noomin, Gaspar Saladino, Kim Thompson, Garry Trudeau, Mort Walker,e Tatjana Wood. Escolha do Público: Brian Bolland, Ann Nocenti, Tim Sale, Diana Schutz.[13]
- 2024: Escolha do Júri: Kim Deitch, Creig Flessel,  Arthur Burdett “A.B.” Frost, Billy Graham, Gary Groth, Albert Kanter, Warren Kremer, Oskar Lebeck, Frans Masereel,  Don McGregor, Keiji Nakazawa, Noel Sickles, Cliff Sterrett, Elmer ‘E.C.’ Stoner, Bryan Talbot, Ron Turner, George Tuska,  Lynn Varley, James Warren. Escolha do Público: Klaus Janson, Jim Lee, Mike Mignola, Jill Thompson.[14][15]
- 2025 Escolha do Júri: Peter Arno, Gus Arriola, Wilhelm Busch, Richard “Grass” Green, Rea Irvin, Jack Kamen, Joe Maneely, Shigeru Mizuki, Bob Oksner, Bob Powell, Ira Schnapp, Phil Seuling, Steve Bissette, Lucy Shelton Caswell, Philippe Druillet, Phoebe Gloeckner, Joe Sacco, Bill Schanes, Steve Schanes, Frank Stack, Angelo Torres.[16] Escolha do Público: Kyle Baker, Eddie Campbell, Roz Chast, Dan Clowes, Junji Ito, Todd Klein, John Romita, Jr.[17]